# Casa Solvay
La Casa Solvay (del francés: Hôtel Solvay), en neerlandés: Hotel Solvay, está situado en Bruselas en el número 224 de la avenida Louise. 
Se confió la construcción de la casa a Victor Horta por Armand Solvay, hijo del químico de Ernest Solvay, y su esposa Fanny Hunter. El edificio, de estilo Art Nouveau, es una de las más notables creaciones que Horta elaboró en uno de sus períodos más innovadores. Victor Horta disponía de medios financieros suficientes y recibió carta blanca de su contratante. Fue construida entre los años 1894 y 1903.
La fachada es simétrica hasta el momento en que alcanza el nivel situado en torno a la puerta-ventana de la planta principal. Esta puerta da acceso a un balcón y está flanqueada por dos miradores. En la fachada se pueden encontrar los materiales favoritos de Horta: el vidrio, el hierro y la piedra natural. 
Dentro, una primera escalera, provista de una barandilla en metal dorado, conduce desde la planta baja a la planta principal donde se encuentran los espacios de recepción (salones en la fachada delantera y comedor en la trasera). Estos espacios están separados unos de otros por mamparas esmaltadas que pueden abrirse para crear un enorme espacio continuo en casi toda la superficie de la casa. Esta escalera lleva arriba una impresionante vidriera cuya curvatura garantiza también una distribución óptima del aire caliente proporcionado por las bocas de calefacción situadas al pie de la escalera. Bajo esta vidriera, una segunda escalera, permite alcanzar los pisos superiores, donde se encuentran las habitaciones y salas de baño. 
Una gran puerta da acceso a los establos que se encuentran en la parte trasera del edificio, en el jardín. la planta baja tiene también las cocinas y el salón de fumadores. 
El palacete Armand Solvay no fue el único encargo que la familia Solvay hizo a Victor Horta. Los Solvay eran grandes mecenas e hicieron pedidos a otros grandes arquitectos de este período (no solamente a los más próximos, Horta entre otros, sino también a Paul Hankar, Henry van de Velde, Gustave Serrurier-Bovy (1858-1910), Ernest Blerot y Paul Cauchie). Victor Horta realizó por ejemplo para la sociedad Solvay, el pabellón para el Exposición Internacional Universal de 1905. 
En el año 2000, el palacete Solvay fue inscrito con otras tres realizaciones principales de Horta en la lista del Patrimonio de la Humanidad de la Unesco.